# لوکاس اولریش
لوکاس اولریش (انگلیسی: Lukas Ullrich؛ زادهٔ ۱۶ مارس ۲۰۰۴) بازیکن فوتبال اهل آلمان است که در پُست مدافع برای بروسیا مونشن‌گلادباخ بازی می‌کند.
وی سابقهٔ بازی در هرتابرلین و بروسیا مونشن‌گلادباخ را نیز دارد.

## دوران ملی
اولریش همچنین در رده‌های مختلف سنی تیم ملی فوتبال آلمان، از جمله زیر ۱۷ سال، زیر ۱۸ سال، زیر ۱۹ سال، زیر ۲۰ سال و زیر ۲۱ سال آلمان به میدان رفته‌است.

## دوران باشگاهی
اولریش که در برلین به دنیا آمد، فوتبال پایه را در چند تیم محلی آغاز کرد و سپس در سال ۲۰۱۵ به تیم پایهٔ هرتابرلین پیوست. اولریش به‌سرعت به مدافع چپ ثابت در رده‌های پایهٔ هرتابرلین تبدیل شد و در سال ۲۰۲۲ به تیم دوم هرتابرلین ارتقا یافت.

## سبک بازی
اولریش از تکنیک ارسال خوب و توانایی تهدید دروازه برخوردار است. بنا بر گفتهٔ سرمربی تیم زیر ۱۹ سال آلمان، گویدو اشترایشسبیر، «لوکاس (اولریش) می‌تواند با شدت بالا تا ۹۰ دقیقه بازی کند و در دفاع به‌خوبی حریف را مهار کند».